# Bindiki
Bindiki est un village de la région de l'Est du Cameroun situé dans le département de Lom-et-Djérem. Il se trouve dans l'arrondissement de Garoua-Boulaï, dans le quartier de Garoua-Boulaï ville.

## Population
En 2005, le village de Bindiki compte 1 910 habitants, dont 983 hommes et 927 femmes.